# Catherine Prévert
Pour les articles homonymes, voir Prévert (homonymie).
Catherine Prévert, née le 21 décembre 1944 à Boulogne-Billancourt (France) et morte le 7 octobre 2017 à Champigny-sur-Marne (France),, est une scripte française.

## Biographie
Catherine Nicole Prévert, fille de Pierre Prévert, nièce de Jacques Prévert et épouse du chef-opérateur Daniel Vogel (1938-), a effectué sa carrière de scripte pendant une trentaine d'années à partir de 1967.
Elle est principalement connue pour avoir restauré et remonté en 2004 la nouvelle version de Mon frère Jacques, un film de son père Pierre Prévert qu'elle intitula Mon frère Jacques par Pierre Prévert.
Elle meurt à l'âge de 72 ans le 7 octobre 2017 à Champigny-sur-Marne (Val-de-Marne), des suites d'un cancer. Elle est inhumée non loin de son père au cimetière de Joinville-le-Pont.

## Filmographie
- 1967 : Des garçons et des filles d'Étienne Périer
- 1969 : Les Chemins de Katmandou d'André Cayatte
  - Three de James Salter
- 1970 : Tropique du Cancer de Joseph Strick
- 1971 : Le Viager de Pierre Tchernia
- 1972 : Trois milliards sans ascenseur de Roger Pigaut
- 1973 : Chacal (The day of the Jackal) de Fred Zinnemann
- 1974 : Sweet Movie de Dušan Makavejev
  - Verdict d'André Cayatte
- 1975 : Le Vieux Fusil de Robert Enrico
  - Guerre et Amour (Love and death) de Woody Allen
- 1977 : Le Point de mire de Jean-Claude Tramont
  - Bobby Deerfield de Sydney Pollack
  - Mort d'un pourri de Georges Lautner
  - Alibis de Pierre Rissient
- 1978 : La Raison d'État d'André Cayatte
  - L'Amour en question d'André Cayatte
- 1979 : Un scandale presque parfait, de Michael Ritchie
  - Cause toujours... tu m'intéresses ! d'Édouard Molinaro
- 1980 : La Boum de Claude Pinoteau
- 1981 : Pour la peau d'un flic d'Alain Delon
- 1982 : La Truite de Joseph Losey
  - Le Quart d'heure américain de Philippe Galland
- 1983 : Le Battant d'Alain Delon
- 1984 : Les Morfalous d'Henri Verneuil
  - Stress de Jean-Louis Bertuccelli
- 1985 : Parole de flic de José Pinheiro
  - Le téléphone sonne toujours deux fois !! de Jean-Pierre Vergne
- 1987 : L'Œil au beur(re) noir de Serge Meynard
- 1988 : Ne réveillez pas un flic qui dort de José Pinheiro
- 1990 : Alberto Express d'Arthur Joffé
- 1992 : La Crise de Coline Serreau
- 1994 : La Nuit et le Moment d'Anna Maria Tatò
- 1997 : Amour et Confusions de Patrick Braoudé